# Moviment de Resistència Ària
Moviment de Resistència Ària (Galícia) (en gallec⁣: Moviment da Resistência Ariana (Gallaecia)) va ser un moviment nacional-revolucionari i nacional-socialista que va existir a Galícia. Aquest moviment era nacionalista gallec i va existir al voltant de l'any 2001 originalment com un lloc web fins a inicis de la primera dècada del mil·lenni.

## Història

### Antecedents
El moviment va néixer com a lloc web neonazi anomenat "resistenciaria.org" el qual distribuïa informació referent a la ideologia nazi, propaganda i negacionisme de l'holocaust. Segons relata l'exneonazi David Saavedra al seu llibre Memòries d'un exnazi, en la qual relata que la seva creació es va deure al fòrum "#Galicia_NS", on es parlava de temes neonazis del lloc homònim. Dins d'aquest fòrum un usuari amb el sobrenom de "BREOGAN88" que era amo d'una llibreria neonazi a la zona va proposar crear una web per difondre material d'aquesta connotació en espanyol que en aquell temps estava monopolitzat per "Nuevorden.net", de manera que tots dos juntament amb Antonio Salas (Àlies: "Tiger88") i altres van fundar el lloc web que actualitzaven diàriament.
El lloc web va començar a funcionar l'estiu del 2001 i van aparèixer també una sèrie de pintades a la capital gallega anunciant l'aparició d'aquesta nova web. Aquest lloc va arribar a ser ràpidament popular per la quantitat de contingut publicat i per allotjar diversos llocs web també com CEDADE Galiza, Orgullo Blanco o Hermandad Aria, arribant amb això a obtenir 25.000 visites en poc temps. Posteriorment, l'any 2002 s'intentaria crear una plataforma per unificar les bandes de música RAC sota una ONG que cobrés subvencions de la comunitat autònoma, juntament amb un intent de crear una llibreria, però tots dos intents van fallar.
La web neonazi atacava els ideals de la hispanitat i de la democràcia, juntament amb els de la cristiandat abraçant el paganisme proper a Miguel Serrano Fernández. El grup també rebutjava el franquisme i el lloc web mantenia material racista a la web. Amb el pas dels anys va arribar a convertir-se en una botiga en línia.
El lloc web va ser tancat el 2006 per l'arrest d'un dels implicats, César Fernández, que va ser condemnat a dos anys de presó i una multa de 1.440 euros pels delictes de negacionisme de l'Holocaust i apologia del genocidi. El seu arrest va ser degut a una altra investigació en què denuncià haver estat objecte d'agressió pels seus comentaris expressats en línia.

### Movimento da Resistência Ariana
El grup va ser fundat el 2006 després del tancament del lloc web per Xosé Carlos Ríos Camacho, un professor d'institut gallec a qui els seus propis alumnes van denunciar perquè durant les seves classes feia apologia d'Adolf Hitler i Osama bin Laden, i director de Handschar, una de les revistes islàmiques editades a Espanya per exmembres de CEDADE i d'altres grups nazis de projecció internacional.
El 24 de març de 2012 el grup va atacar la seu Esquerra Unida-Esquerda Unitat a Villagarcía de Arosa, omplint-la de pintades, que van ser denominades pel partit com a amenaces que van denunciar la Guàrdia Civil. Les seves últimes activitats es van desenvolupar en reunions culturals en què eren presents fotos d'⁣Adolf Hitler, Eduardo Pondal i Vicente Risco. Els membres del moviment es mourien a Identidade Galega juntament amb exmembres de Bases Autònomes i Moviment Social Republicà.